# Рух (дух)
Рух (араб. روح‎ —  дух‎, ивр. аналог — руах רוח) — в исламе — дух, часто выступает синонимом термина нафс («душа»)

## Нафс и рух
В ранней арабской поэзии нафс означало «личность» или «человека», в то время как рух означало «дыхание» и «ветер». В Коране нафсом обозначают «душу», а рухом — специального ангела-посланника и особое божественное качество. В посткоранической литературе значения нафса и руха взаимосвязаны между собой и применяются по отношению к человеческому духу, ангелам и джиннам.
В зависимости как от толкования их теми или иными исламскими богословами, так и от области их применения значения терминов рух и нафс изменяются. Мутакаллимы часто отождествляли два эти понятия, подразумевая под ними начало физической и умственной деятельности человека. В аятах Корана, где повествуется о сотворении Адама (15:29; 38:72), упоминаемый «дух» толковался ими в таком смысле. Фаласифа считали, что рух — это материальный носитель души, которую они делили на растительную, животную и высшую — разумную. Суфии называли «духом» (pyx) высшую часть человеческой души, a остальные части — «душой» (нафс).
В исламской ангелологии и демонологии ангелы и джинны именуются «духами»; в частности, ангел Джибриль (Гавриил) называется ар-pyx аль-амин (дух истины), рух аль-кудс (дух святости). В суфизме Джибриль также называется рух аль-илка.
В религиозно-философской метафизике понятиям «душа» и «дух» придается онтологическо-космологический статус. У суфиев рух — синоним «перворазума», «первотворения», именуемого также ар-pyx аль-кудс (дух святости), ар-pyx аль-мукаддас (дух освящения), рух аль-арвах, ар-pyx аль-азам, ар-pyx аль-кудси (дух святого), рух Аллах (Дух Бога (Аллаха)). У фаласифа нафс (душа) — одна из ступеней божественной эманации, представляющая собой начало движения небесных сфер.

## Рух в Коране
Слово рух употребляются в Коране в пяти значениях:
1. Аллах вдохнул дух в Адама[5], оживляя его тело, и в Марьям для зачатия Исы[6]. Здесь рух эквивалентен библейскому «дыханию жизни» (ср. Быт. 2:7), создание которого принадлежит Аллаху.
2. В четырёх аятах говорится о том, что дух от повеления (мин амри) Аллаха: «Они спрашивают тебя о духе (рух). Скажи: „Дух от повеления Господа моего. Даровано вам знания только немного“» (Коран, 17: 85)[7]. Этот вид духа (рух) создан Аллахом для пророческого служения. В зависимости от контекста он может быть связан со знанием, ангелами, светом, верой и руководством. Он сильно напоминает ситуацию с библейским Бецалелем, которого Бог «исполнил Духом Божиим, мудростью, разумением, ведением и всяким искусством» (Исх. 35:31).
3. В 171 аяте суры ан-Ниса пророк Иса называется «духом Аллаха»: «Ведь Мессия, Иса, сын Марйам, — только посланник Аллаха и Его слово, которое Он бросил Марйам, и дух (рух) Его»[8].
4. В трёх аятах дух сопровождается ангелами: «в тот день, когда станут дух (рух) и ангелы рядами; не будет говорить никто, кроме тех, кому дозволит Милосердный, и скажет Он истину»[9]
5. В 193 аяте суры аш-Шуара «верный дух» (рух аль-амин) в виде Корана нисходит на сердце пророка Мухаммада[10]. В 17 аяте суры Марьям Аллах посылает Марьям «Наш дух», который «принял пред ней обличие совершенного человека»[11]. В 102 аяте суры ан-Нахль «дух святой» (рух аль-кудус) в виде Корана ниспослан для того, «чтобы утвердить тех, которые уверовали, на прямой путь, и радостную весть для мусульман»[4]. В трёх местах утверждается, что Аллах помогает Исе с помощью «духа святого» (рух аль-кудус)[12]. В данном случае духом может быть ангельский посланник (п. 4).

Таким образом, слово рух в Коране не означает ни всех ангелов, ни самость человека или личность, ни его душу или дух. В Коране оно употребляется только в единственном числе.